# Toxicodryas adamanteus
Toxicodryas adamanteus is een slang die behoort tot de familie toornslangachtigen (Colubridae). De soort komt voor in de Democratische Republiek Congo en Equatoriaal-Guinea.